# Turnix ocellatus
La quaglia tridattila ocellata o quaglia tridattila macchiata (Turnix ocellatus, Scopoli 1786) è un uccello caradriiforme della famiglia dei Turnicidi.

## Sistematica
Turnix ocellatus ha due sottospecie:
- Turnix ocellatus benguetensis
- Turnix ocellatus ocellatus

## Distribuzione e habitat
Questo uccello è endemico delle Filippine.